# 八郎潟站
八郎潟站（日语：／ Hachirōgata eki */?）是位于秋田县南秋田郡八郎潟町，屬於东日本旅客铁道（JR東日本）奧羽本線的鐵路車站。
南秋田郡的中心车站。普通、快速以及特急津轻、临时快速Resort白神等列车停车站。

## 历史
- 1902年
  - 8月1日 - 作为国有铁道五城目站投入运营[1]。
  - 10月21日 - 奥羽本线五城目站 - 秋田站区间开业。
- 1922年4月21日 - 五城目轨道开业。
- 1926年11月1日 - 改名为一日市站。
- 1965年
  - 6月1日 - 改名为八郎潟站[1]。
  - 12月 - 现站房改建。
- 1969年7月11日 - 秋田中央交通线废弃，被巴士取代。
- 1986年12月23日 - 设绿色窗口。
- 1987年4月1日 - 国铁分割民营化后成为JR东日本车站。
- 2006年3月16日 - 绿色窗口取消。
- 2010年4月1日 - 羽後飯塚站 - 鹿渡站间交由土崎站管理，本站无下属管理车站[1]。
- 2015年10月1日 - 业务委托化。

## 車站結構
側式站台与岛式站台构成2台3線的地面車站。各站台之间以跨线桥连结。
原直营站，配置站长和车站助理。2010年奥羽本线羽后饭塚站 - 鹿渡站间交由土崎站管理，本站无下属管理车站。站内设有自动售票机、候车室和卫生间。

### 站台配置
| 站台 | 路线      | 方向 | 目的地           |
| ---- | --------- | ---- | ---------------- |
| 1    | ■奥羽本线 | 下行 | 東能代、弘前方向 |
| 2、3 | ■奥羽本线 | 上行 | 秋田、大曲方向   |

## 使用情况
JR東日本2017年度1日平均乗車人数809人。
近年の推移は以下のとおりである。
| 乘车人数变化 | 乘车人数变化     | 乘车人数变化  |
| 年度         | 1日平均 乘车人数 | 参考          |
| ------------ | ---------------- | ------------- |
| 2000年       | 1,225            | [ 客流量 2 ]  |
| 2001年       | 1,177            | [ 客流量 3 ]  |
| 2002年       | 1,117            | [ 客流量 4 ]  |
| 2003年       | 1,066            | [ 客流量 5 ]  |
| 2004年       | 1,033            | [ 客流量 6 ]  |
| 2005年       | 1,024            | [ 客流量 7 ]  |
| 2006年       | 982              | [ 客流量 8 ]  |
| 2007年       | 947              | [ 客流量 9 ]  |
| 2008年       | 948              | [ 客流量 10 ] |
| 2009年       | 921              | [ 客流量 11 ] |
| 2010年       | 912              | [ 客流量 12 ] |
| 2011年       | 890              | [ 客流量 13 ] |
| 2012年       | 884              | [ 客流量 14 ] |
| 2013年       | 875              | [ 客流量 15 ] |
| 2014年       | 780              | [ 客流量 16 ] |
| 2015年       | 816              | [ 客流量 17 ] |
| 2016年       | 813              | [ 客流量 18 ] |
| 2017年       | 809              | [ 客流量 1 ]  |

## 相鄰車站
東日本旅客鐵道
■奥羽本線
- 特急津轻、临时快速Resort白神停车站

□快速
井川樱－八郎潟－森岳
■普通
井川樱－八郎潟－鯉川

### 使用情况
1. 1 2  . 東日本旅客鉄道.   [2019-02-19]. （原始内容存档于2019-03-25）.
2. ↑  . 東日本旅客鉄道.   [2019-02-19]. （原始内容存档于2019-03-27）.
3. ↑  . 東日本旅客鉄道.   [2019-02-19]. （原始内容存档于2019-03-27）.
4. ↑  . 東日本旅客鉄道.   [2019-02-19]. （原始内容存档于2019-03-27）.
5. ↑  . 東日本旅客鉄道.   [2019-02-19]. （原始内容存档于2019-03-27）.
6. ↑  . 東日本旅客鉄道.   [2019-02-19]. （原始内容存档于2019-03-27）.
7. ↑  . 東日本旅客鉄道.   [2019-02-19]. （原始内容存档于2019-03-27）.
8. ↑  . 東日本旅客鉄道.   [2019-02-19]. （原始内容存档于2019-03-27）.
9. ↑  . 東日本旅客鉄道.   [2019-02-19]. （原始内容存档于2019-04-02）.
10. ↑  . 東日本旅客鉄道.   [2019-02-19]. （原始内容存档于2019-03-27）.
11. ↑  . 東日本旅客鉄道.   [2019-02-19]. （原始内容存档于2019-03-27）.
12. ↑  . 東日本旅客鉄道.   [2019-02-19]. （原始内容存档于2019-03-27）.
13. ↑  . 東日本旅客鉄道.   [2019-02-19]. （原始内容存档于2019-03-27）.
14. ↑  . 東日本旅客鉄道.   [2019-02-19]. （原始内容存档于2019-03-27）.
15. ↑  . 東日本旅客鉄道.   [2019-02-19]. （原始内容存档于2016-04-04）.
16. ↑  . 東日本旅客鉄道.   [2019-02-19]. （原始内容存档于2019-03-27）.
17. ↑  . 東日本旅客鉄道.   [2019-02-19]. （原始内容存档于2019-03-23）.
18. ↑  . 東日本旅客鉄道.   [2019-02-19]. （原始内容存档于2019-03-27）.